# Bundesstraße 265
Die Bundesstraße 265 (Abkürzung: B 265) verläuft durch Nordrhein-Westfalen und Rheinland-Pfalz. Sie führt von den Kölner Ringen über die Luxemburger Straße in südwestlicher bis südlicher Richtung durch die Eifel bis nach Prüm.

## Verlauf
Die Bundesstraße 265 beginnt am Kölner Barbarossaplatz und führt als Luxemburger Straße in südwestlicher Richtung stadtauswärts. Sie kreuzt am Stadtrand die Militärringstraße und kurz darauf die A 4 (Anschlussstelle Köln-Klettenberg). Durch Hürth verläuft sie weiter unter demselben Namen nach Südwesten. Am 10. November 2015 war der Baubeginn für eine Umgehungsstraße (B 265n) um den Stadtteil Hermülheim. Am 1. März 2021 wurde die Umgehung von Hermühlheim freigegeben; der weitere Ausbauabschnitt eines vierspurigen Ausbaus der B 265 durch den Hürther Ortsteil Efferen bis zur Kreuzung „Militärring“ wurde 2024 fertiggestellt.
Im weiteren Verlauf führt die Straße über das Gebiet der Stadt Brühl westlich an dem Ortsteil Heide vorbei in Richtung Erftstadt. Um die Erftstädter Stadtteile Liblar, Lechenich und Erp wird die Straße als vierspurige Umgehungsstraße nördlich beziehungsweise südlich vorbeigeführt. Hinter Liblar quert die B 265 die in diesem Bereich gemeinsam von A 1 und A 61 genutzte Trasse. In Erp trägt der alte Verlauf der Hauptstraße erneut den Namen Luxemburger Straße, während die B 265 östlich des Dorfes verläuft. Auf Zülpicher Stadtgebiet führt sie durch Weiler in der Ebene, sie verläuft hier auf der Trierer Straße. Eine Umgehung östlich des Ortes ist in Planung. Im weiteren Verlauf werden die Bundesstraßen 56 (in Richtung Selfkant und in Richtung Engelskirchen) und 477 (nach Neuss und nach Mechernich). Die B 56n ist dabei in Richtung Euskirchen als Zubringer zur A 1 ausgebaut. Das Stadtgebiet von Zülpich wird im Stadtteil Langendorf, dort als Eifelstraße, verlassen.
Im weiteren Verlauf erreicht sie die Eifel. Im Stadtgebiet von Nideggen verläuft die B 265 nur außerorts, vorbei an Wollersheim. Im Stadtgebiet Heimbach wird der Stadtteil Vlatten westlich umgangen. Jedoch werden die Stadtteile Hergarten (Kermeterstraße) und Düttling (Trierer Straße) erreicht. Weiter südlich werden im Bereich der Stadt Schleiden die B 266 und die B 258 gekreuzt. Weiter geht es durch Hellenthal. Auf dem weiteren Gebiet dieser Gemeinde steigt die B 265 bald merklich der Höhe der Schneifel entgegen, wobei sie entlang der deutsch-belgischen Grenze verläuft.
Beim Hellenthaler Ortsteil Losheim zweigt die B 421 nach Osten ab. Von hier führt die B 265 in südliche Richtung.
Erst an der Landesgrenze zwischen Nordrhein-Westfalen und Rheinland-Pfalz trennt sich die Straße wieder von der oben erwähnten Staatsgrenze. Die Bundesstraße überwindet nun eine letzte Steigung am Rande des Schneifelrückens und fällt dann im Verlauf der letzten zehn Kilometer bis zur Stadt Prüm wieder ab. In Prüm stößt die B 265 auf die B 51, die von Köln über Euskirchen und Prüm durch die Eifel verläuft. Diese führt den Verkehr zusammen mit der A 60 weiter über Bitburg bis Trier und Saarbrücken. Die B 410 führt von Prüm ins nördliche Luxemburg.

## Geschichte
Die Straße folgt im ersten Abschnitt Köln-Zülpich der fast 2000 Jahre alten Trasse der Römerstraße von Trier nach Köln, dem alten Colonia Claudia Ara Agrippinensium, die seit dem Projekt Regionale 2010 Agrippa-Straße Köln-Trier genannt wird.
Die Römerstraße ist an ihrem meist gradlinigen Verlauf erkennbar. Durch Ortsumgehungen, Straßenverlegungen im Rahmen des Braunkohleabbaus im südlichen Rheinischen Braunkohlerevier im Bereich der Ville und durch Anbindungen wichtiger Orte, wie (Erftstadt)-Lechenich, weicht die heutige Trasse ab. Bis in die Zeit Preußens hieß dieser Abschnitt meist Zülpicher Straße, oft auch in Abschnitten Trierer Straße.
Bereits in der Franzosenzeit sollte die Departement-Straße ausgebaut werden. Aber erst nach einem königlich preußischen Erlass vom 4. Februar 1850 wurde die Straße von Köln (mit Umweg über Lechenich) über Zülpich bis nach Vianden zur Cöln-Luxemburger Bezirksstraße erklärt und der Ausbau aus Regierungsmitteln finanziert. Die Arbeiten wurden 1852–1856 durchgeführt, die Eröffnung im Beisein des Kölner Geheimen Regierungs- und Baurats Ernst Friedrich Zwirner erfolgte am 28. Mai 1856.
Der Abschnitt zwischen Losheimergraben und Prüm war ursprünglich als B 411 benannt. Heute bezeichnet die B 411 einen Straßenabschnitt in der Nähe von Koblenz.

### Entwicklung ab Mitte Juli 2021
Durch das Hochwasser in West- und Mitteleuropa 2021 wurde die Fahrbahn der B265 zwischen A1/AS Erftstadt und Abzweig Am Giezenbach zerstört. Die Schäden an Fahrbahn, Untergrund, Böschung und Nebenanlagen erforderten einen Neubau in diesem Bereich. Straßen.NRW gab einen ersten Abschnitt Ende August und den gesamten Bereich Ende Oktober 2021 wieder frei.